# Lars Eneroth
Lars Siggesson Eneroth, född 1668, död 5 januari 1734 i Landskrona församling, var en svensk borgmästare.

## Biografi
Lars Siggesson Eneroth föddes 1668. Han var son till befallningsmannen Sigge Torsson och Ebba Pedersdotter. Eneroth blev 1711 borgmästare vid Landskrona rådhusrätt. Han var riksdagsman vid riksdagen 1719. Eneroth avled 1734 i Landskrona församling.

### Familj
Eneroth var gift med Anna Lübman (1659–1739). De fick tillsammans sonen assessorn Magnus Eneroth (1692–1748) vid Göta hovrätt.